# Gerd Kaiser
Gerd Kaiser (1933 –  13. března 2024) byl německý historik, který se zaměřoval zejména na druhou světovou válku a vojenskou historii a politiku.
V letech 1951–1956 studoval historii na moskevské Lomonosovově univerzitě. Po ukončení svých studií působil do roku 1968 v armádě Německé demokratické republiky, do roku 1990 by spolupracovníkem východoněmecké televize. Od roku 1990 pracoval na volné noze.
Do češtiny byla přeložena jeho kniha o masakru v Katyni Katyň: Státní zločin – státní tajemství.